# تل پی تل
تل پی تل محوطه باستانی از دوره عیلامیان در ۹ کیلومتری جنوب بوشهر، در سبزآباد امروزی واقع شده و در تاریخ ۱۹ مرداد ۱۳۷۹ با شمارهٔ ثبت ۲۷۷۲ درآثار ملی ایران به ثبت رسیده است.